# Ligue nationale canadienne de soccer
Pour les articles homonymes, voir Ligue canadienne de soccer (homonymie).
La Ligue nationale canadienne de soccer est le championnat national de soccer (football) du Canada de 1922 à 1997.
La compétition est remplacée par la Ligue canadienne de soccer.

## Palmarès
- 1922 : Toronto Ulster United
- 1923 : Toronto Ulster United
- 1924 : Toronto Ulster United
- 1925 ! Inconnu
- 1926 : Toronto Ulster United
- 1927 : Non disputé
- 1928 : Montréal NCR
- 1929 : Montréal NCR
- 1930 : Toronto Scottish
- 1931 : Toronto Scottishl
- 1932 : Toronto Ulster United
- 1933 : Toronto Ulster United
- 1934 : Toronto Ulster United
- 1935 : Frood Mines Tigers
- 1936 : Montréal Carsteel
- 1937 : Toronto British Consols
- 1938 : Montréal Victorias
- 1939 : Toronto British Consols
- 1940 : Montréal Carsteel
- 1941 : Toronto Ulster United
- 1942-46 : Non disputé
- 1947 : Montréal Stelco
- 1948 : Montréal Carsteel
- 1949 : Toronto Canadians
- 1950 : Hamilton Westinghouse
- 1951 : Toronto Saint Andrews
- 1952 : Toronto East End Canadians
- 1953 : Toronto Ukrainians
- 1954 : Toronto Ukrainians
- 1955 : Toronto Ukrainians
- 1956 : Polish White Eagles
- 1957 : Toronto Italia
- 1958 : Montréal Hungaria
- 1959 : Montréal Cantalia
- 1960 : Toronto Italia
- 1961 : Toronto Roma
- 1962 : Toronto Olympia
- 1963 : Italian Virtus
- 1964 : Toronto Ukrainians
- 1965 : Toronto Ukrainians
- 1966 : Windsor Teutonia
- 1967 : Hamilton Primos
- 1968 : Sudbury Italia
- 1969 : Toronto First Portuguese
- 1970 : Toronto Croatia
- 1971 : Toronto Croatia
- 1972 : Toronto Croatia
- 1973 : Toronto Croatia
- 1974 : Serbian White Eagles
- 1975 : Toronto Italia
- 1976 : Toronto Italia
- 1977 : Montréal Castors
- 1978 : Montréal Castors
- 1979 : Toronto First Portuguese
- 1980 : Toronto Falcons
- 1981 : Hamilton Steelers
- 1982-83 : Inconnu
- 1984 : Dynamo Latino
- 1985 : Toronto Italia
- 1986 : Toronto Italia
- 1987 : Toronto Italia
- 1988 : Toronto Italia
- 1989 : Toronto Italia
- 1990 : Toronto First Portuguese
- 1991 : Scarborough International
- 1992 : Woodbridge Azzurri
- 1993 : Saint Catharines Wolves
- 1994 : Toronto Italia
- 1995 : Saint Catharines Wolves
- 1996 : Toronto Italia
- 1997 : Saint Catharines Wolves